# Simion Țaigăr
Simion Țaigăr sau Simon Zeiger (n. 9 octombrie 1914, Chișinău – d. 29 octombrie 1980) a fost președinte al Comitetului de Stat pentru Problemele de Muncă și Salarii (cu rang de ministru) între 21 august 1965 - 28 septembrie 1966, în cadrul Guvernului Ion Gheorghe Maurer. Înainte de instaurarea regimului comunist, Simion Țaigăr (Simon Zeiger) a fost deținut politic. În regimul comunist, Simion Țaigăr a deținut diverse posturi de răspundere, cel mai important fiind postul de președinte al Comitetului de Stat pentru problemele de muncă și salarii.

## Distincții
- Ordinul „Steaua Republicii Populare Romîne” clasa a II-a (18 august 1964) „pentru merite deosebite în opera de construire a socialismului, cu prilejul celei de a XX-a aniversări a eliberării patriei”[3]
- Ordinul „Tudor Vladimirescu” clasa a V-a (30 aprilie 1966) „cu prilejul celei de-a 45-a aniversări de la înființarea Partidului Comunist din România, pentru îndelungată activitate în mișcarea muncitorească și merite deosebite în opera de construire a socialismului”[4]